# Phorminx
A phorminx (ógörög φόρμιγξ) húros, pengetős hangszer, az ókori görög lírák családjának talán legrégibb tagja. 
A homéroszi eposzokban a phorminx és a kitharisz szavak utalnak a dalok kíséretéhez használt líraszerű pengetős hangszerekre. A kettő közötti kapcsolat, különbözőségük nem tisztázott, a phorminxon való játék igéje a kitharizein. Az Apollón-himnusz szerint Apollón „kecses phorminxon” (phormingi glaphürei) játszik „arany plektronnal”, azaz pengetővel. Homérosz a phorminxot édesen szóló, csengő vagy zörgő (kanakhé) hangú, díszes hangszernek festi le, de az Odüsszeiából az is kiolvasható, hogy húrjai juhbélből sodrottak, behangolni pedig kollopszok segítségével, vagyis a húrok felső végéhez rögzített bőrgyűrűknek a hangszer keresztrúdja (zügon) körüli elforgatásával lehet. Elsősorban hivatásos dalnokok – az Odüsszeiában a vak Démodokosz meg Phémiosz – hangszere, de az Iliaszban Akhilleusz is pengeti saját szórakoztatására.
A Kr. e. 8. századtól, a geometrikus, majd később az archaikus kor vázaképein gyakran tűnik fel egy elsősorban Apollón és Artemisz alakjához kapcsolódó, alsó részén ívelt formájú líraféleség, amelyet a hangszertudomány bölcsőkitharának nevezett el, megkülönböztetve a később megjelenő, hivatásos zenészek által használt, nagyjából trapéz formájú, alsó részén egyenes „koncert” kitharától. A kitharához hasonlóan fából készül, lapos, dobozszerű felépítésű, de a húrozatot kifeszítő karjai (pékhüsz) párhuzamosabb vonalúak, egyenesebbek, csak kicsivel nyúlnak a keresztrúd fölé, gyakran díszítettek. Néha sajátos szem-ábrázolások láthatók a hangszer korpuszán, amitől emberi archoz válik hasonlóvá, és ami csakis erre a hangszertípusra jellemző. Bár nincs erre egyértelmű bizonyíték, a hangszertudomány gyakran az így ábrázolt líratípust azonosítja a phorminxszal.
A vázaképeken a zenész leggyakrabban állva, ritkábban ülő helyzetben szólaltatja meg. Húrozása, játékmódja azonosnak tűnik a többi líraféleséggel.
A hangszertípus a Kr. e. 6–5. század során fokozatosan kiszorult a használatból, átadta helyét más líraféléknek. A phorminx szó – amelyről nem tudható bizonyosan, hogy kifejezetten ezt a bölcsőformájú hangszervariánst jelölte, vagy általánosan a líra archaizáló, költői elnevezése volt – kikopott a nyelvből. A klasszikus korban a bölcsőkithara még előfordul vázafestményeken, de ritkábban, mint a szögletes koncert-kithara. Már csak dionüszoszi jelenetekben kap szerepet, később nők, múzsák kezében láthatjuk, vagy a háttérben a falra akasztva, majd a Kr. e. 4. századtól gyakorlatilag eltűnik. Valószínű, hogy professzionális használatra már kevésbé volt alkalmas, mint a fejlettebb kithara, a házi muzsikáláshoz pedig talán egyszerűbb, olcsóbb volt a teknőcpáncélból készült khelüsz-líra és barbitosz.

## Külső hivatkozások
- Szépművészeti Múzeum, Antik Gyűjtemény, Lexikon – Phorminx